# Tadatoši Masuda
Tadatoši Masuda (* 25. prosinec 1973) je bývalý japonský fotbalista.

## Klubová kariéra
Hrával za Kašima Antlers, FC Tokio, JEF United Ičihara, Kašiwa Reysol, Óita Trinita.

## Reprezentační kariéra
Tadatoši Masuda odehrál za japonský národní tým v roce 1998 celkem 1 reprezentační utkání.

## Statistiky
| Japonsko | Japonsko | Japonsko |
| Roky     | Záp.     | Góly     |
| -------- | -------- | -------- |
| 1998     | 1        | 0        |
| Celkem   | 1        | 0        |